# Rodolphe Leduc
Pour l’article homonyme, voir Leduc.
Rodolphe Leduc, né le 11 avril 1902 à Sarsfield et mort le 2 décembre 1993) est un dentiste et homme politique fédéral du Québec.

## Biographie
Né à Sarsfield en Ontario, M. Leduc étudia à l'Université de Montréal de où il obtient un doctorat en chirurgie dentaire en 1924. Il s'établit ensuite à Maniwaki, municipalité dans laquelle il ouvrit un cabinet de dentiste.
Élu député du Parti libéral du Canada dans la circonscription fédérale de Wright lors de l'élection partielle déclenchée après le décès du député Fizalam-William Perras en 1936, il sera réélu en 1940. Ne se représentant pas en 1945, il revint en politique dans la circonscription de Gatineau lors d'une élection partielle déclenchée après le décès du député Joseph-Célestin Nadon en 1954. Réélu en 1957, 1958 et en 1962, il ne se représente pas en 1965.
Durant son premier terme, il le seul Canadien français à supporter le recours à la conscription que voulait utiliser le gouvernement de William Lyon Mackenzie King durant la Seconde Guerre mondiale. Malgré l'impopularité de sa décision, le Dr Leduc montre ses profondes convictions envers le système fédéraliste canadien.